# New London County
Das New London County ist ein County im US-Bundesstaat Connecticut. Bei der Volkszählung im Jahr 2020 hatte das County 268.555 Einwohner und eine Bevölkerungsdichte von 155,7 Einwohnern pro Quadratkilometer. Der traditionelle Verwaltungssitz (County Seat) ist New London, allerdings wurden in Connecticut alle lokalen Verwaltungsfunktionen auf die Gemeinden übertragen.
Die größte Stadt des Countys ist Groton, knapp vor Norwich.

## Geographie
Das County liegt im Südosten von Connecticut zwischen der Mündung des Connecticut River in den Long Island Sound im Westen und der Staatsgrenze zu Rhode Island im Osten. Das New London County hat eine Fläche von 1999 Quadratkilometern, wovon 274 Quadratkilometer Wasserfläche sind. Es grenzt an folgende Nachbarcountys:
| Hartford County, Tolland County | Windham County             | Kent County (Rhode Island)       |
| Middlesex County                |                            | Washington County (Rhode Island) |
|                                 | Suffolk County (New York)1 |                                  |

1 - Seegrenze im Long Island Sound (Fährverbindung von New London)

## Geschichte
Das New London County war 1666 eines der vier Gründungscountys von Connecticut.
1667 kam die Town of Preston, 1697 das Quinebaug River Valley, 1699 die Town of Colchester und 1700 die Town of Lebanon zum bisherigen Gebiet des New London County hinzu.
1708 wurde die Town of Colchester aus dem County ausgegliedert und dem Hartford County zugeschlagen, jedoch 1783 wieder dem New London County einverleibt.
1881 wurde die endgültige Seegrenze zwischen den Staaten New York und Connecticut im Long Island Sound festgelegt.

## Demografische Daten

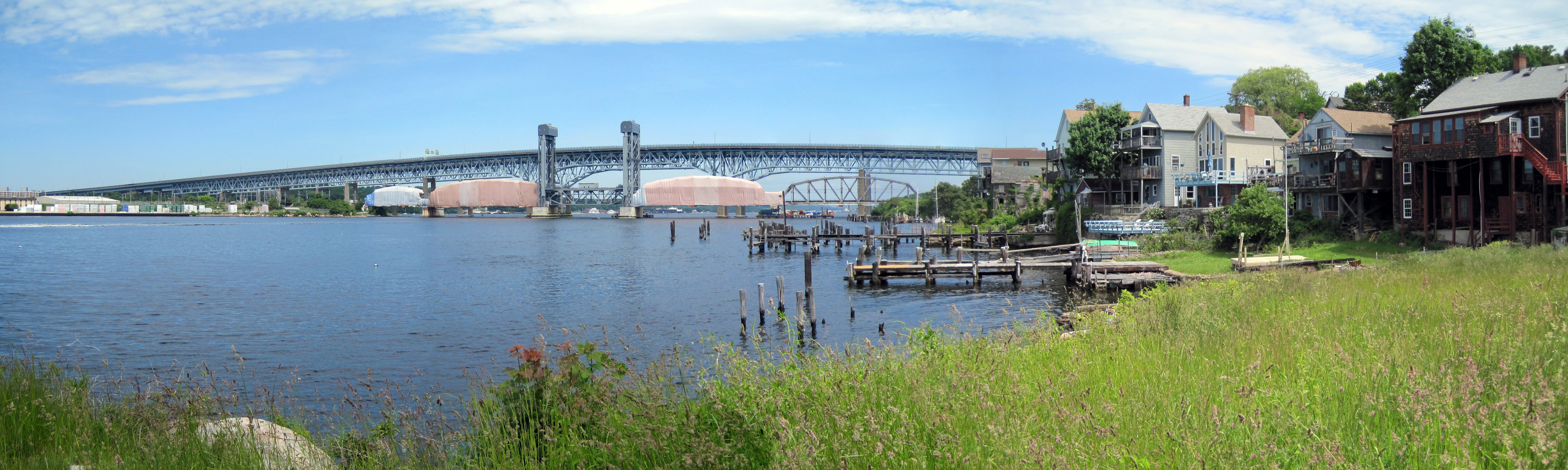
Die Gold Star Bridge über den Thames River

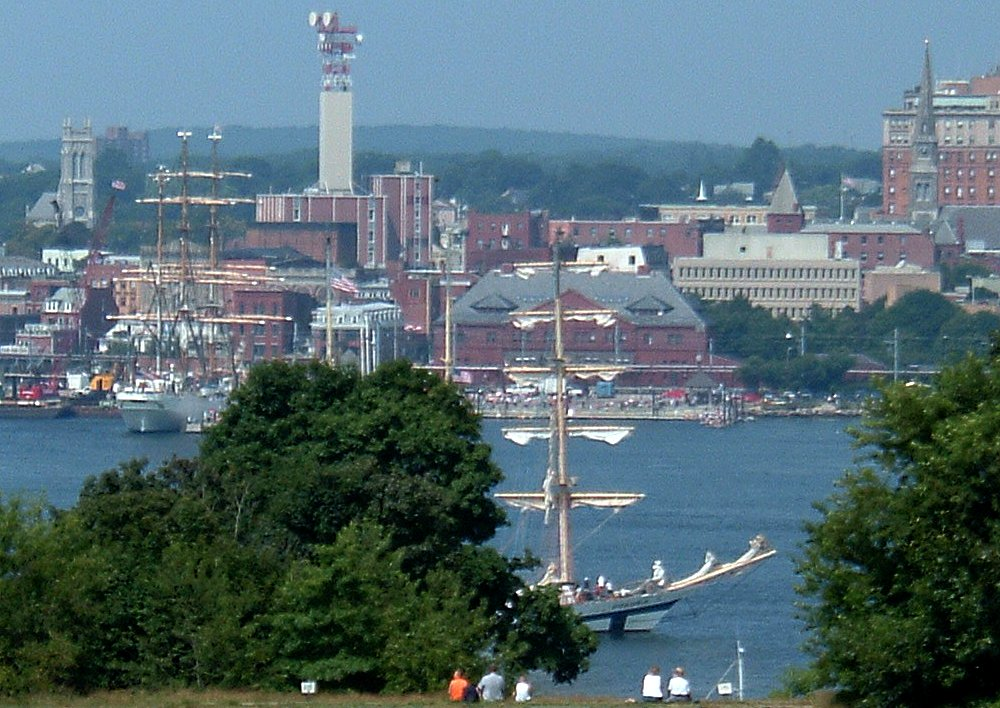
New London

Nach der Volkszählung im Jahr 2010 lebten im New London County 274.055 Menschen in 106.590 Haushalten. Die Bevölkerungsdichte betrug 158,9 Einwohner pro Quadratkilometer.
Ethnisch betrachtet setzte sich die Bevölkerung zusammen aus 82,2 Prozent Weißen, 5,8 Prozent Afroamerikanern, 0,9 Prozent amerikanischen Ureinwohnern, 4,2 Prozent Asiaten sowie aus anderen ethnischen Gruppen; 3,7 Prozent stammten von zwei oder mehr Ethnien ab. Unabhängig von der ethnischen Zugehörigkeit waren 8,5 Prozent der Bevölkerung spanischer oder lateinamerikanischer Abstammung.
In den 106.590 Haushalten lebten statistisch je 2,43 Personen.
21,7 Prozent der Bevölkerung waren unter 18 Jahre alt, 64,1 Prozent waren zwischen 18 und 64 und 14,2 Prozent waren 65 Jahre oder älter. 50,1 Prozent der Bevölkerung war weiblich.

Das jährliche Durchschnittseinkommen eines Haushalts lag bei 65.419 USD. Das Prokopfeinkommen betrug 32.888 USD. 7,2 Prozent der Einwohner lebten unterhalb der Armutsgrenze.

## Sehenswürdigkeiten

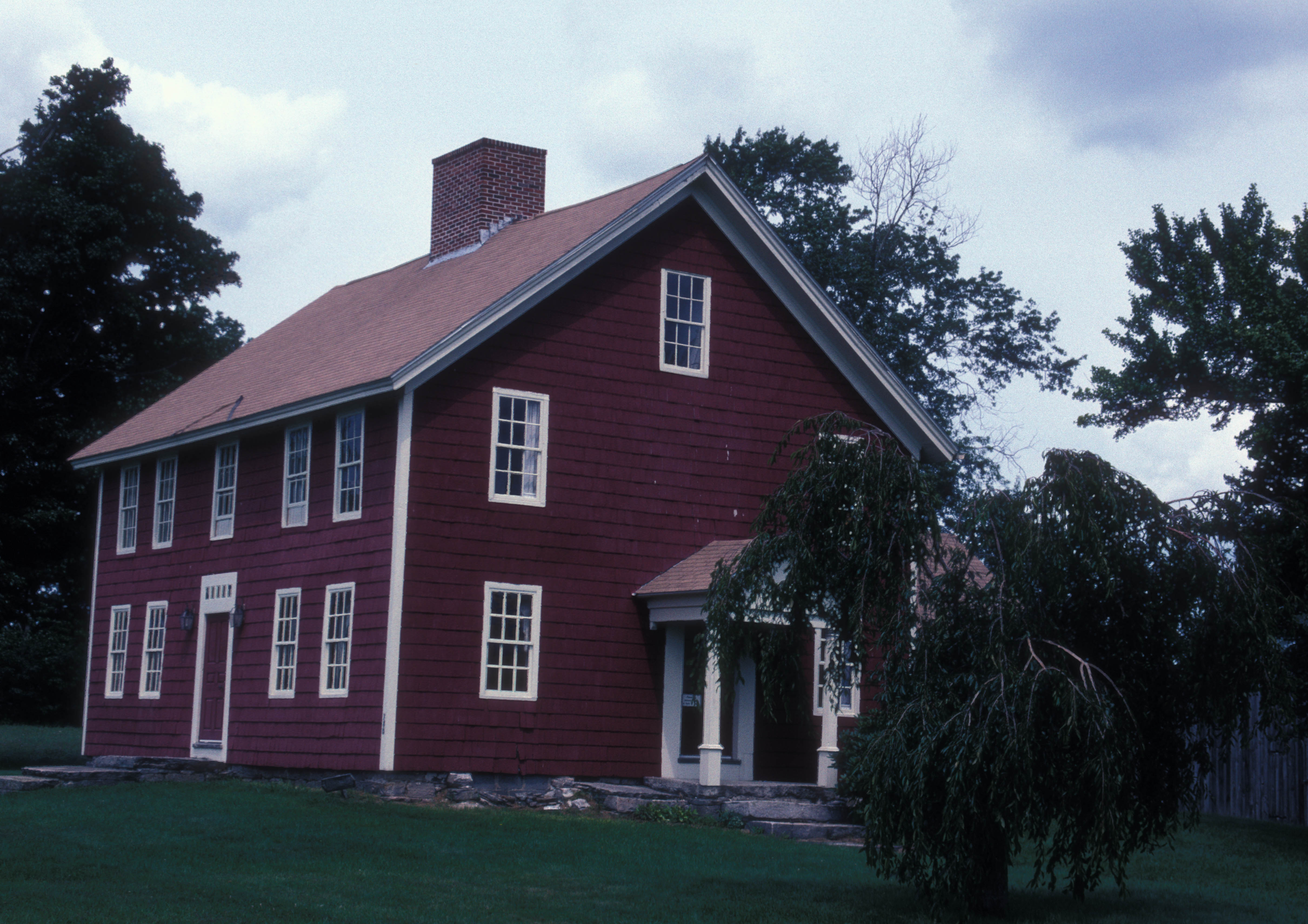
John Trumbull Birthplace in Lebanon (1970). Dieses Haus entstand im Jahr 1735 und diente dem Gouverneur von Connecticut, Jonathan Trumbull senior als Residenz. Es ist außerdem das Geburtshaus seines Sohnes, des bekannten Malers John Trumbull. Im Dezember 1965 erhielt das Gebäude als erstes Objekt im County den Status eines National Historic Landmarks zuerkannt.

201 Bauwerke, Stätten und historische Bezirke (Historic Districts) im New London County sind im National Register of Historic Places („Nationales Verzeichnis historischer Orte“; NRHP) eingetragen (Stand 2. November 2022), darunter haben 13 Objekte den Status von National Historic Landmarks („Nationales historisches Wahrzeichen“).

## Orte im New London County
| Citys - Groton - New London - Norwich | Boroughs - Groton Long Point - Jewett City - Stonington |

Census-designated places (CDP)
| - Baltic - Conning Towers-Nautilus Park - Gales Ferry - Long Hill | - Mystic - Niantic - Noank - Norwichtown | - Old Mystic - Oxoboxo River - Pawcatuck - Poquonock Bridge |

andere Unincorporated Communitys
- Allyn Point
- Attawan Beach
- Backus Corner
- Black Hall
- Black Point
- Black Point Beach Club
- Brockway
- Brockway Landing
- Center Groton
- Chesterfield
- Clarks Falls
- Clarks Village
- Clayville
- Crescent Beach
- Crescent Park
- Doaneville
- East New London
- Exeter
- Fitchville
- Flanders
- Fort Trumbull
- Four Corners
- Giants Neck
- Gilman
- Glasgo
- Golden Spur
- Graniteville
- Greenville
- Hadlyme
- Hallville
- Hamburg
- Hanover
- Happyland
- Harrisons
- Hawks Nest Beach
- Hopeville
- Jericho
- Jordan
- Kitemaug
- Laurel Glen
- Laysville
- Liberty Hill
- Lords Point
- Lyme Station
- Manitock Spring
- Massapeag
- Midway
- Millstone
- Mohegan
- Morningside Park
- Mystic Seaport
- Newent
- North Franklin
- North Lyme
- North Westchester
- Oakdale
- Occum
- Old Lyme Shores
- Oswegatchie
- Pachaug
- Palmertown
- Pine Grove
- Pleasure Beach
- Point O'Woods
- Poquetanuck
- Preston City
- Quaker Hill
- Quakertown
- Sandy Point
- Saunders Point
- Seaside
- Shewville
- Sound View
- South Lyme
- Taftville
- Thames View
- Thamesville
- Trails Corner
- Uncasville
- Versailles
- Voluntown
- Wequetequock
- West Mystic
- Westchester
- White Sands Beach
- Yantic

## Gliederung
Das New London County ist in 21 Towns eingeteilt:
| - Bozrah - Colchester - East Lyme - Franklin - Griswold - Groton - Lebanon | - Ledyard - Lisbon - Lyme - Montville - New London - North Stonington - Norwich | - Old Lyme - Preston - Salem - Sprague - Stonington - Voluntown - Waterford |

Die Towns entsprechen den in den meisten anderen US-Bundesstaaten üblichen Townships. Das Gebiet der Städte New London und Norwich ist deckungsgleich mit der jeweiligen Town.